# Morzewiec
Morzewiec – (niem. Marthashausen, 1942-1945 Martashausen) wieś w Polsce położona w województwie kujawsko-pomorskim, w powiecie bydgoskim, w gminie Koronowo.
We wsi znajdowała się stacja kolejowa Morzewiec.
W latach 1975–1998 miejscowość administracyjnie należała do województwa bydgoskiego.
Według danych Urzędu Gminy Koronowo (XII 2015 r.) miejscowość liczyła 168 mieszkańców.